# آدم بويد
آدم بويد (بالإنجليزية: Adam Boyd)‏ (25 مايو 1982 في المملكة المتحدة - ) هو لاعب كرة قدم بريطاني في مركز الهجوم. لعب مع نادي لوتون تاون ونادي ليتون أورينت ونادي هارتلبول يونايتد ولينكولن سيتي أف سي وبيشوب أوكلاند ‏ ونادي سلتيك نايشون وسبنيمور تاون ‏ ونادي بوسطن يونايتد.

## وصلات خارجية
- آدم بويد على موقع قاعدة بيانات كرة القدم.إي يو (الإنجليزية)
- آدم بويد على موقع Soccerbase.com (لاعب) (الإنجليزية)